# Przed północą
Przed północą (ang. Before Midnight) – amerykańsko-grecki film obyczajowy z 2013 roku w reżyserii Richarda Linklatera. Wyprodukowany przez Sony Pictures Classics. Sequel filmów Przed wschodem słońca (1994) i Przed zachodem słońca (2005). Zdjęcia kręcono na Peloponezie (m.in. w Pylos).
Światowa premiera filmu miała miejsce 20 stycznia 2013 roku podczas Festiwalu Filmowego w Sundance. W Polsce premiera filmu odbyła się 28 czerwca 2013 roku.

## Opis fabuły
Aktywistka ekologiczna Celine (Julie Delpy) i pisarz Jesse (Ethan Hawke) mieszkają w Paryżu i mają dwie córeczki, ale po latach coś między nimi zaczyna się psuć. On chce wrócić do Stanów Zjednoczonych, ona dostała propozycję pracy w biurze Unii Europejskiej. Żeby ratować związek, jadą na wakacje do Grecji.

## Obsada
- Ethan Hawke jako Jesse Wallace
- Julie Delpy jako Celine
- Seamus Davey-Fitzpatrick jako Hank
- Jennifer Prior jako Ella
- Charlotte Prior jako Nina
- Ariane Labed jako Anna
- Athina Rachel Tsangari jako Ariadni